# Erica glandulifera
Erica glandulifera är en ljungväxtart som beskrevs av Johann Friedrich Klotzsch. Erica glandulifera ingår i släktet klockljungssläktet, och familjen ljungväxter. Inga underarter finns listade i Catalogue of Life.